# 巴納德魮
巴納德魮（学名：Barbus barnardi）為輻鰭魚綱鯉形目鯉科的其中一個種。分布於非洲庫內內河及三比西河上游流域，本魚背鰭硬棘3枚；背鰭軟條8至9枚；臀鰭硬棘3枚；臀鰭軟條5至6枚，體長可達7公分，棲息在水淺具水草的水域，屬雜食性，以藻類及水生昆蟲為食，繁殖期在夏季，可做為觀賞魚。

## 扩展阅读
維基物種上的相關：巴納德魮